# Paralammerita
La paralammerita és un mineral de la classe dels fosfats. Rep el seu nom de la seva relació polimòrfica amb la lammerita. Fins al mes de setembre de 2022 s'anomenava lammerita-β, canviant el nom a l'actual degut a les noves directrius aprovades per la CNMNC per a la nomenclatura de polimorfs i polisomes.

## Característiques
La paralammerita és un fosfat de fórmula química Cu₃(AsO₄)₂. Va ser aprovada com a espècie vàlida per l'Associació Mineralògica Internacional l'any 2009. Cristal·litza en el sistema monoclínic. És un mineral dimorf de la lammerita, i és l'anàleg amb arsènic de la borisenkoïta.
Segons la classificació de Nickel-Strunz pertany a «08.AB - Fosfats, etc. sense anions addicionals, sense H₂O, amb cations de mida mitjana» juntament amb els següents minerals: farringtonita, ferrisicklerita, heterosita, litiofilita, natrofilita, purpurita, sicklerita, simferita, trifilita, karenwebberita, sarcòpsid, chopinita, beusita, graftonita, xantiosita, lammerita, mcbirneyita, stranskiïta, pseudolyonsita i lyonsita.

## Formació i jaciments
Va ser descoberta al volcà Tolbàtxik, un volcà que es troba a l'óblast de Kamtxatka, al districte Federal de l'Extrem Orient, Rússia. Es tracta de l'únic indret on ha estat trobada aquesta espècie mineral.